# Vimy
Vimy és un municipi francès, situat al departament del Pas de Calais i a la regió dels Alts de França. En la Primera Guerra Mundial fou l'escenari de la batalla de la Cresta de Vimy, en la qual l'Imperi Britànic vencé l'Imperi Alemany. El 2018 tenia 4.250 habitants.